# 矮扁鞘飘拂草
矮扁鞘飘拂草（学名：Fimbristylis complanata var. kraussiana）为莎草科飘拂草属下的一个变种。

## 扩展阅读
- 維基物種上的相關：矮扁鞘飘拂草